# Liupram
Liupram († 14. Oktober 859 in Salzburg), auch „Liupramm“ war ein Salzburger Erzbischof im 9. Jahrhundert und Abt des Klosters Sankt Peter.

## Leben
Erzbischof Liupram ließ den Salzburger Virgildom, der durch einen Brand 845 größerenteils zerstört worden war, renovieren und weitestgehend wiederherstellen. Unter Liupram erreichte die Salzburger Missionsarbeit im Pannonischen Fürstentum Pribinas einen Höhepunkt. Dieses Fürstentum reichte vom salzburgischen Pettau im Süden bis zur Mündung der Drau in die Donau und im Norden bis zum Bakonywald. In diesem Fürstentum wurden unter der geistlichen Regentschaft Liuprams insgesamt 17 neue Kirchen geweiht. Auch die Marienkirche in der Burg Pribinas wurde von Liupram geweiht. Teilweise fanden diese Weihen im Beisein des fürstlichen Sohnes von Pribina mit Namen Kocel (Chezil) statt.
Auf Ersuchen Pribinas entsandte Liupram gut ausgebildete Maurer, Zimmerleute, Maler, Schmiede und andere Handwerker, um in Mosapurc eine zweite prachtvolle Kirche zu errichten, in welcher Liupram die Reliquien des heiligen Hadrian beisetzte.
Sehr gut waren die Beziehungen des Erzbischofs zu König Ludwig dem Deutschen. Schon 837 erhielt Liupram Immunität und Königsschutz, sein gesamter Besitz wurde bestätigt.
Zuerst leitete Dominicus die Seelsorge in Pribinas Fürstenreich, nach dessen Tod entsandte Liupram den damals berühmten Gelehrten Swarnagel samt Diakonen und Klerikern und als dessen Nachfolger wieder Alfried, einen vielseitig begabten und gerühmten „Meister in jeglicher Kunst“.